# María Celia Laborde
María Celia Laborde (2 de agosto de 1990) es una deportista cubana, nacionalizada estadounidense, que compite en judo.
Ganó una medalla en el Campeonato Mundial de Judo de 2014 y cinco medallas en el Campeonato Panamericano de Judo entre los años 2014 y 2025. En los Juegos Panamericanos de 2023 consiguió una medalla de bronce.

## Palmarés internacional
| Representando a Cuba           |                         |                   |           |
| Campeonato Mundial             |                         |                   |           |
| Año                            | Lugar                   | Medalla           | Categoría |
| 2014                           | Cheliábinsk (Rusia)     | Medalla de bronce | –48 kg    |
| Campeonato Panamericano        |                         |                   |           |
| Año                            | Lugar                   | Medalla           | Categoría |
| 2014                           | Guayaquil (Ecuador)     | Medalla de oro    | –48 kg    |
| Representando a Estados Unidos |                         |                   |           |
| Juegos Panamericanos           |                         |                   |           |
| Año                            | Lugar                   | Medalla           | Categoría |
| 2023                           | Santiago (Chile)        | Medalla de bronce | –48 kg    |
| Campeonato Panamericano        |                         |                   |           |
| Año                            | Lugar                   | Medalla           | Categoría |
| 2022                           | Lima (Perú)             | Medalla de bronce | –48 kg    |
| 2023                           | Calgary (Canadá)        | Medalla de bronce | –48 kg    |
| 2024                           | Río de Janeiro (Brasil) | Medalla de bronce | –48 kg    |
| 2025                           | Santiago (Chile)        | Medalla de plata  | –48 kg    |